# 무단장성
무단장성(중국어: 牡丹江省, 병음: Mǔdānjiāng, 한국어: 목단강성, 모단강성, 모란강성)은 만주국의 성이다. 약칭은 무(牡)이다. 1937년 7월, 만주국 정부는 빈장성(滨江省) 남부 지역에 무단장성을 신설하였다. 1943년 10월, 젠다오성, 둥안성과 함께 둥만총성(東滿總省)에 편입되었다.

## 같이 보기
- 만주국의 행정 구역